# Esponellà
Esponellà ist eine katalanische Gemeinde mit 438 Einwohnern (Stand: 2024) in der Provinz Girona im Nordosten Spaniens. Sie ist Teil der Comarca Pla de l’Estany. Die Gemeinde besteht neben dem Hauptort Esponellà aus den Ortschaften Les Anglades, Batllori, Borrell, Brunsó, Les Caselles, Centenys, Martís und Vilert. 

## Geographische Lage
Esponellà liegt etwa 21 Kilometer nördlich von Girona in einer Höhe von ca. 140 m am Río Fluvià, der die nördliche Gemeindegrenze bildet. 

## Bevölkerungsentwicklung
| Jahr      | 1970 | 1981 | 1991 | 2001 | 2011 | 2021 |
| Einwohner | 503  | 374  | 383  | 369  | 446  | 466  |

## Sehenswürdigkeiten
- Burgruine von Esponellà
- Zyprianuskirche in Esponellà
- Viktorienkirche in Centenys
- Marienkirche von Vilert
- Michaeliskapelle von Centenys

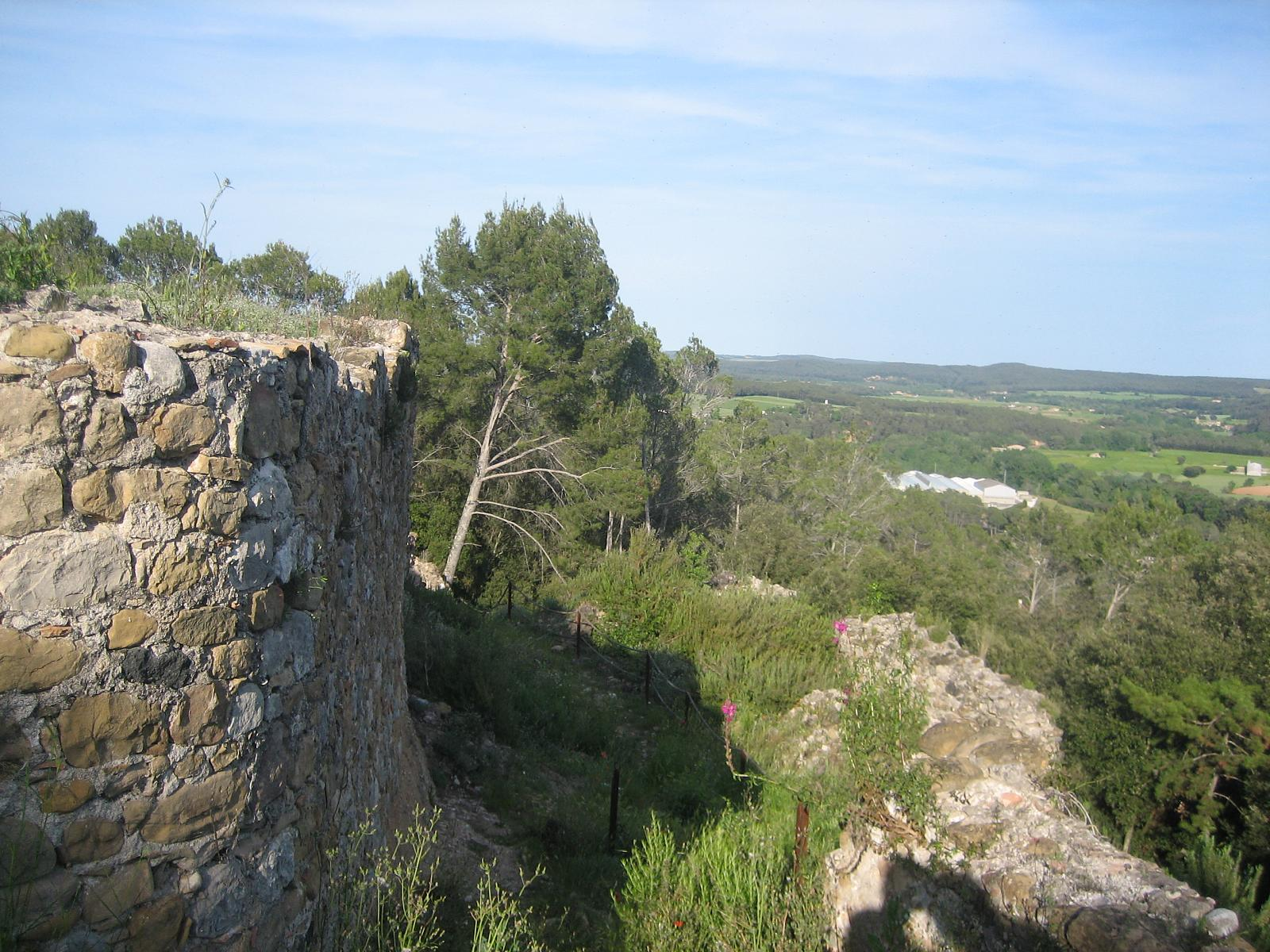
Burgruine
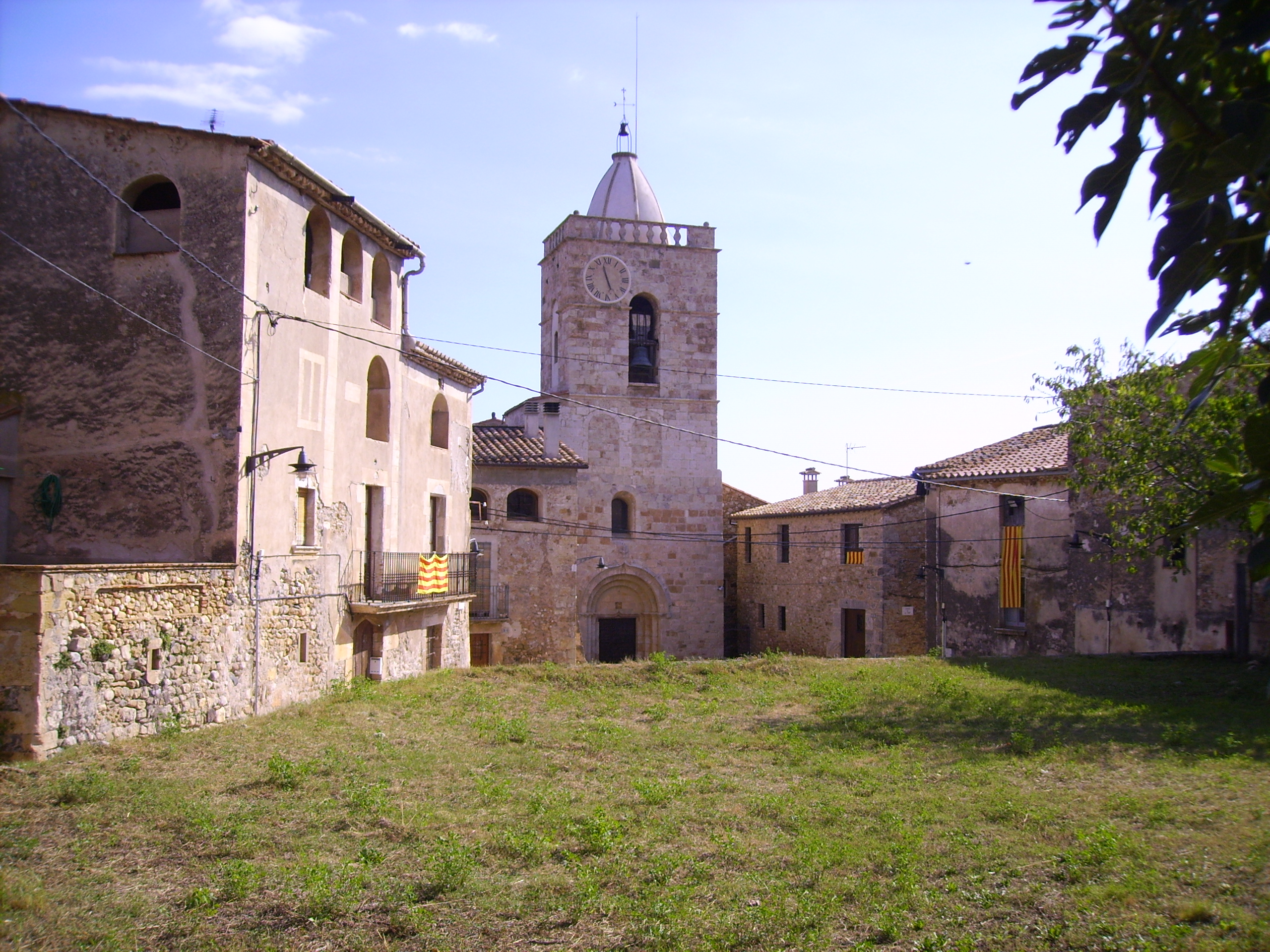
Zyprianuskirche
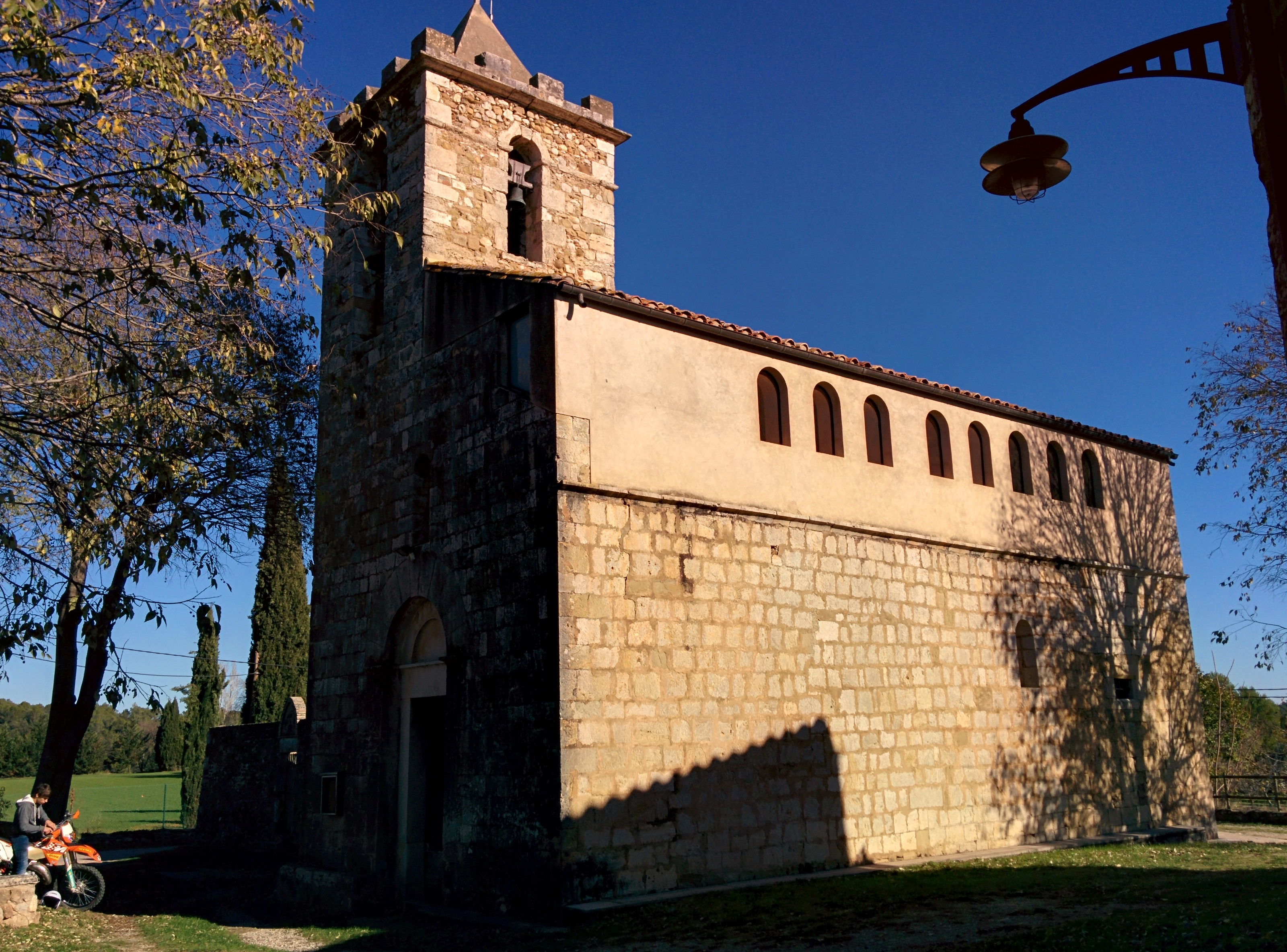
Viktoprienkirche
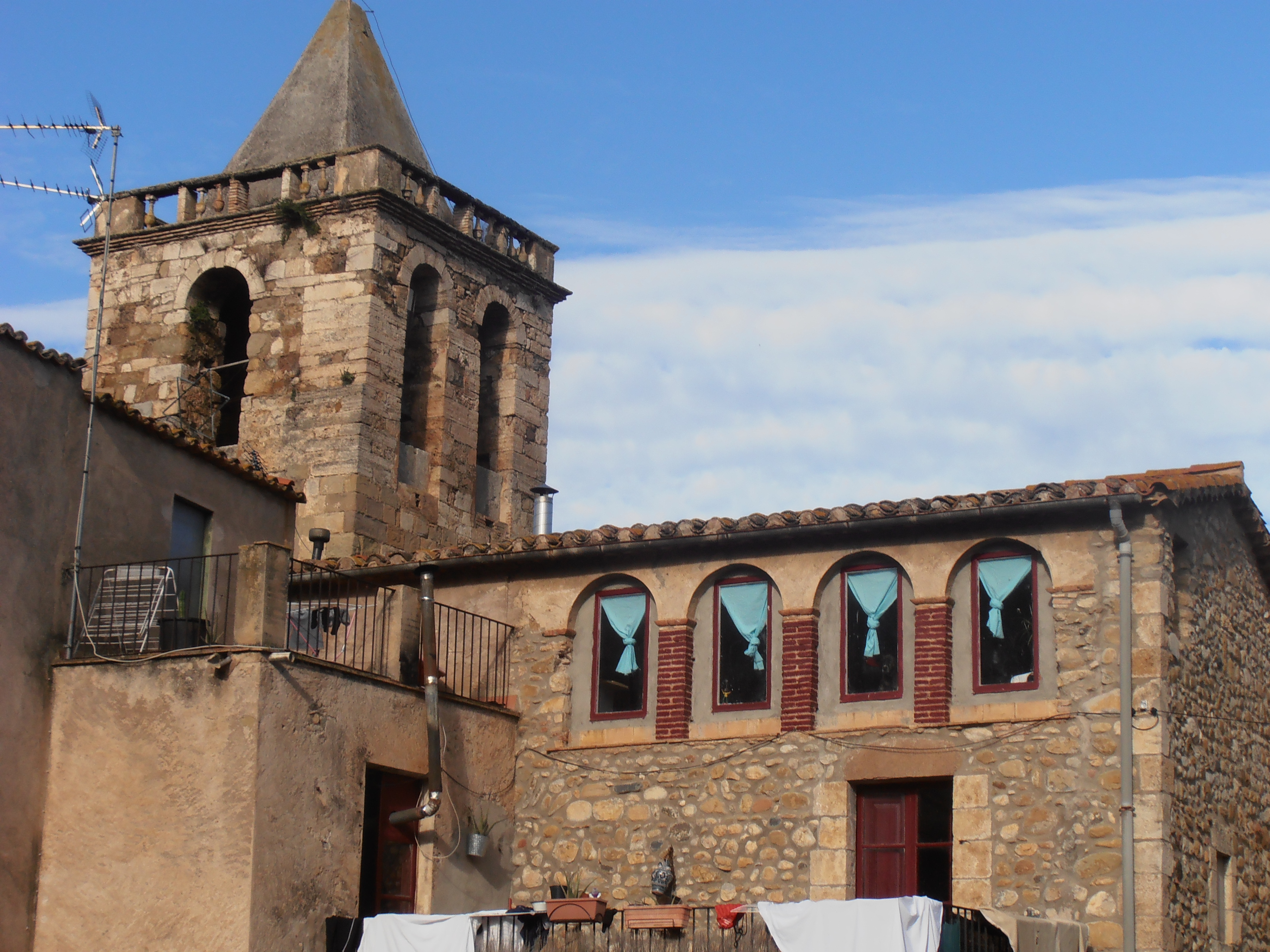
Marienkirche
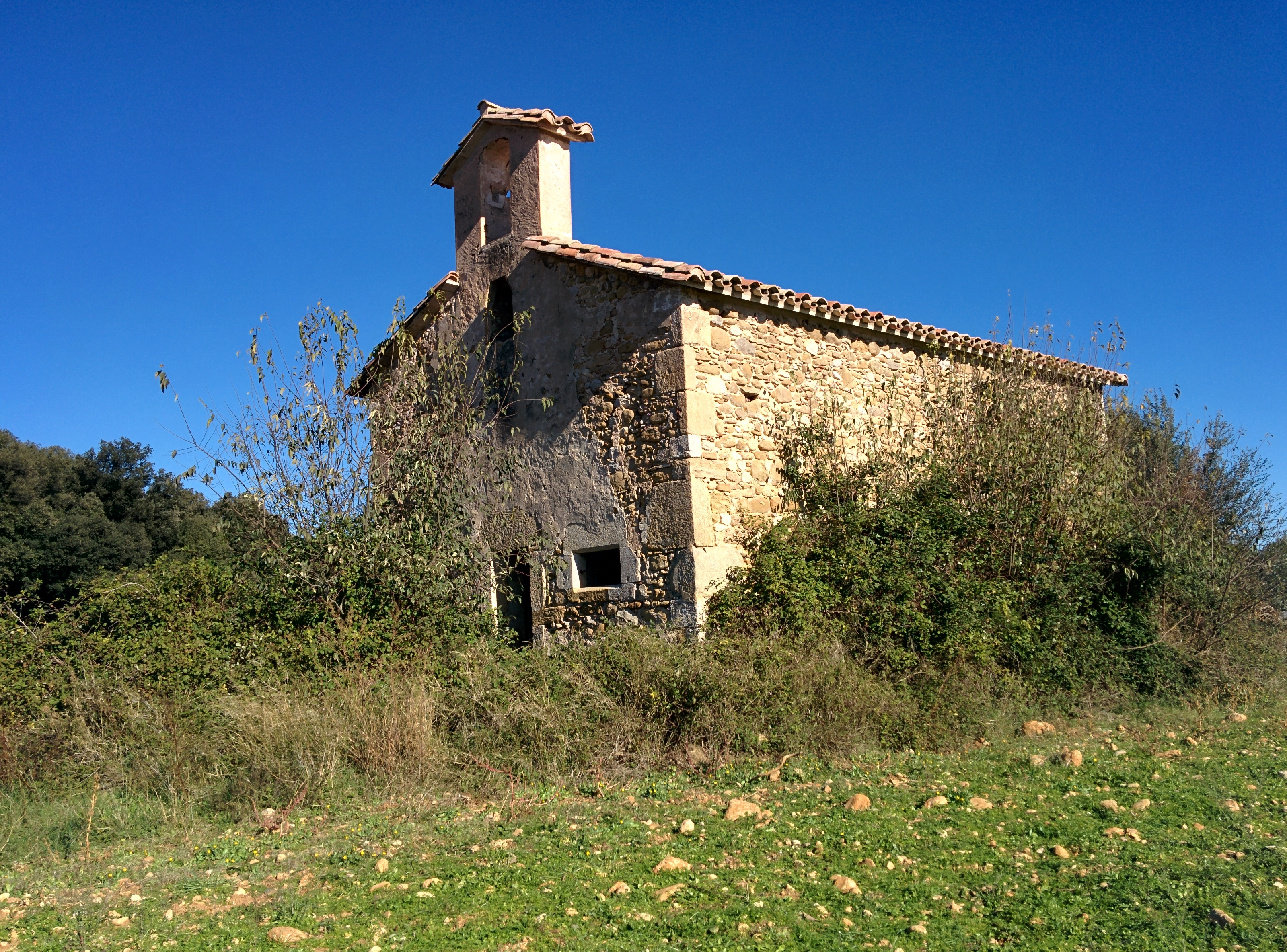
Michaeliskapelle